# Джон Белуші
Джон Адам Белуші (англ. John Adam Belushi; 24 січня 1949 — 5 березня 1982) — американський актор.

## Біографія
Джон Белуші народився 24 січня 1949 року у місті Чикаго штат Іллінойс. Батько Адам Анастос Белуші, власник ресторану, албанський іммігрант, мати Агнес Деметрі Самарас також албанського походження. Виріс у Вітоні, разом зі своїми братами Біллом і Джеймсом та сестрою, Меріан. Навчався в середній школі Вітона, був капітаном футбольної команди.
Джон Белуші став популярним після виходу комедійного телешоу «Суботнього вечора у прямому ефірі». Разом з Деном Екройдом створили музичний дует «Blues Brothers», у якому виступали на концертах, видали кілька дисків і знялися у фільмі «Брати Блюз» (1980).
Джон був одружений з Джудіт Белуші-Пізано з 31 грудня 1976 року до своєї смерті. Помер від передозування наркотиками в готелі «Chateau Marmont» у Голлівуді 5 березня 1982 року. Похований на кладовищі Обельз Гілл на острові Мартас-Він'ярд, штат Массачусетс.

## Фільмографія

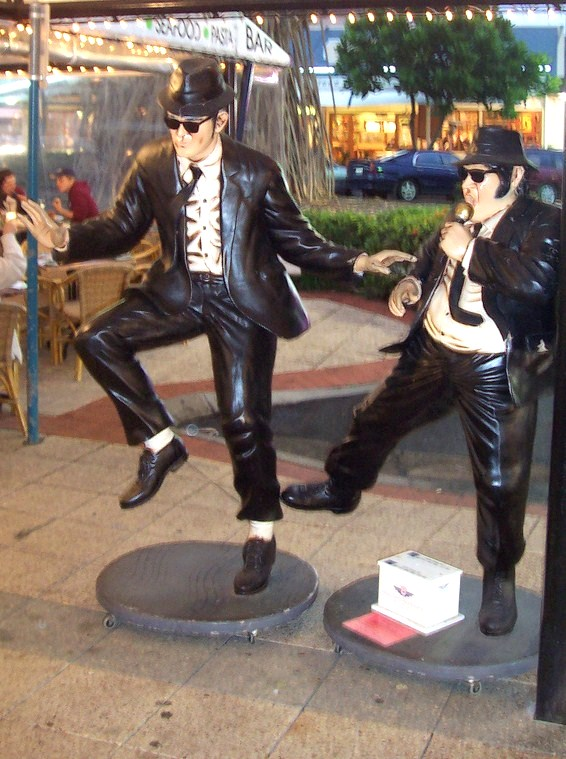
Джон Белуші і Ден Екройд у фільмі «Брати Блюз»

### Актор
| Рік       |    | Українська назва                                 | Оригінальна назва                        | Роль                     |
| --------- | -- | ------------------------------------------------ | ---------------------------------------- | ------------------------ |
| 1975      | ф  | Тарзун, ганьба джунглів                          | Tarzoon, la honte de la jungle           | Крейг Бейкер             |
| 1975—1979 | с  | Суботнього вечора у прямому ефірі                | Saturday Night Live                      | різні ролі               |
| 1976      | тф | Біч Бойз: Все ОК                                 | The Beach Boys: It's OK                  | поліцейський 2           |
| 1977      | тф |                                                  | The Richard Pryor Special?               | експлуататор / бармен    |
| 1978      | тф | Ратлз: Все, що тобі потрібно, це гроші           | The Rutles: All You Need Is Cash         | Рон Деклайн              |
| 1978      | тф | Те, що ми зробили минулого літа                  | Things We Did Last Summer                | Джейк Блюз               |
| 1978      | тф | Grateful Dead: Закінчення концерту в Вінтерленді | Grateful Dead: The Closing of Winterland | Джейк Блюз               |
| 1978      | ф  | Звіринець                                        | Animal House                             | Джон Блутарскі           |
| 1978      | ф  | Прямуючи на південь                              | Goin' South                              | заступник Гектор         |
| 1979      | ф  | Старі хлопці                                     | Old Boyfriends                           | Ерік Кац                 |
| 1979      | ф  | 1941                                             | 1941                                     | капітан Дикий Білл Келсо |
| 1980      | ф  | Брати Блюз                                       | The Blues Brothers                       | Джейк Блюз               |
| 1981      | ф  | Континентальний вододіл                          | Continental Divide                       | Ерні Соучак              |
| 1981      | ф  | Сусіди                                           | Neighbors                                | Ерл Кісі                 |
| 1981      | тф | Найкраще шоу Стіва Мартіна                       | Steve Martin's Best Show Ever            | Железна Постук           |

### Сценарист
| Рік       |     | Українська назва                  | Оригінальна назва        | Роль      |
| --------- | --- | --------------------------------- | ------------------------ | --------- |
| 1973      | док | Лемінги                           | Lemmings                 | сценарист |
| 1976      | тф  | Біч Бойз: Все ОК                  | The Beach Boys: It's OK  | сценарист |
| 1976—1977 | с   | Суботнього вечора у прямому ефірі | Saturday Night Live      | сценарист |
| 1985      | в   | Найкраще від Джона Белуші         | The Best of John Belushi | сценарист |
| 1986      | в   | Найкраще від Дена Екройда         | The Best of Dan Aykroyd  | сценарист |